# Hana Sládečková
Hana Sládečková (* 18. září 1992) je bývalá česká florbalistka, reprezentantka a mistryně Česka. V nejvyšších soutěžích Česka a Švédska hrála v letech 2009 až 2016.

## Klubová kariéra
Sládečková s florbalem začínala v roce 2007 se svým dvojčetem Evou v klubu S.K. P.E.M.A. Opava, kde byly nejproduktivnějšími hráčkami týmu juniorek. V roce 2009 přestoupily do 1. SC Vítkovice, kde ve své první extraligové sezóně 2009/2010 získaly s týmem bronz. Na podzim 2010 si Sládečková zpřetrhala kolenní vazy a nemoha více než rok hrát. V ročníku 2012/2013 již jako jedna z nejužitečnějších hráček týmu pomohla Vítkovicím probojovat se po 13 letech do finále. V další sezóně 2013/2014 získaly mistrovský titul, kterým přerušily sedm let trvající vládu týmu Herbadent Praha 11 SJM. Sládečková němu přispěla mimo jiné hattrickem v rozhodujícím semifinálovém zápase a gólem a asistencí v superfinále. Na následném Poháru mistrů získaly první české ženské stříbro a v národním poháru první Vítkovické zlato.
Po sezóně 2014/2015 se spoluhráčkou Denisou Ratajovou přestoupily do klubu SB-Pro, hrajícího nejvyšší finskou ligu. Hned po přestupu v létě 2015 zvítězily na Czech Open a v lize získaly bronz.
V létě 2016 si znovu zranila koleno a k vrcholovému florbalu se již nevrátila.

## Reprezentační kariéra
Sládečková reprezentovala Česko na dvou mistrovstvích světa v letech 2013 a 2015.
V září 2013 na Polish Cupu poprvé v historii porazily Finsko.
| Umístění | Soutěž                                 |
| -------- | -------------------------------------- |
| 4.       | Mistrovství světa ve florbale žen 2013 |
| 4.       | Mistrovství světa ve florbale žen 2015 |

## Ocenění
Za sezónu 2014/2015 byla zvolena nejlepší českou florbalistkou a zároveň nejužitečnější hráčkou Extraligy.